# Eliakim Sherrill

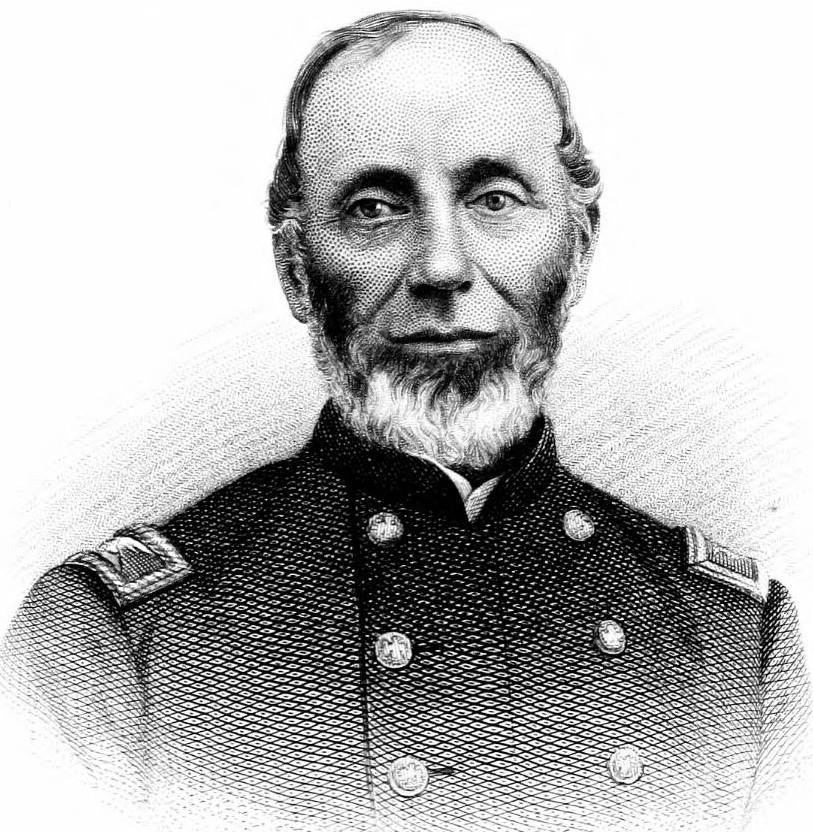
Eliakim Sherrill

Eliakim Sherrill (* 16. Februar 1813 in Greenville, Ulster County, New York; † 3. Juli 1863 in Gettysburg, Pennsylvania) war ein US-amerikanischer Offizier und Politiker. Zwischen 1847 und 1849 vertrat er den Bundesstaat New York im US-Repräsentantenhaus; später bekleidete er während des Bürgerkrieges den Rang eines Obersts im Heer der Union und fiel in der Schlacht von Gettysburg.

## Werdegang
Eliakim Sherrill besuchte die öffentlichen Schulen seiner Heimat. Danach arbeitete er als Gerber und Farmer. In seiner Heimat bekleidete er mehrere lokale Ämter. Außerdem war er Major der Staatsmiliz. Politisch schloss er sich der Whig Party an.
Bei den Kongresswahlen des Jahres 1846 wurde Sherrill im zehnten Wahlbezirk von New York in das US-Repräsentantenhaus in Washington, D.C. gewählt, wo er am 4. März 1847 die Nachfolge des Demokraten Samuel Gordon antrat. Bis zum 3. März 1849 konnte er eine Legislaturperiode im Kongress absolvieren. Diese war anfangs noch von den Ereignissen des Mexikanisch-Amerikanischen Krieges geprägt. Im Jahr 1854 gehörte er dem Senat von New York an.
Während des Bürgerkrieges stellte Sherrill im August 1862 ein Infanterieregiment aus Freiwilligen auf, das er als Oberst selbst kommandierte. In der Folge nahm er mit seinem Regiment aktiv an den Kampfhandlungen teil. Dabei wurde er verwundet. Zwischenzeitlich war er auch für kurze Zeit in Kriegsgefangenschaft, aus der er aber bald wieder entlassen wurde. Im Juli 1863 nahm er an der Schlacht von Gettysburg teil, während der er tödlich verwundet wurde.
Seine Enkelin Carrie Babcock Sherman war von 1909 bis 1912 Second Lady der Vereinigten Staaten.